# آذرخش‌گیر

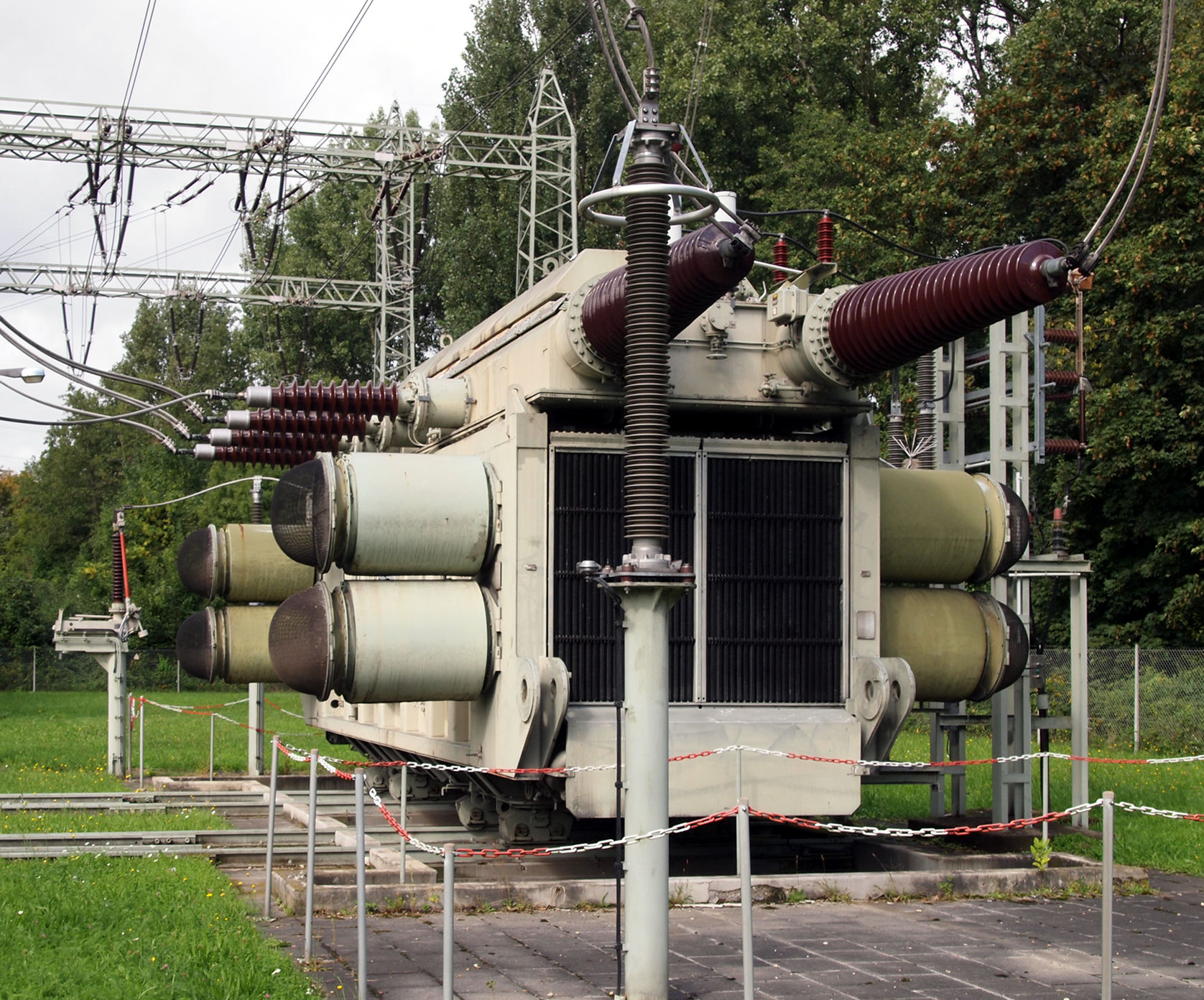
آذرخش گیر

آذرخش گیر (Lightning arrester) از کالاهای حفاظتی و پناه پست‌های فشار قوی می‌باشد که برای هدایت موج‌های ولتاژ ضربه‌ای به زمین و جلوگیری از ورود آن‌ها به ایستگاه‌های انتقال و پخش نیرو بکار می‌رود و بیشتر در پایان توانراه و در اندرگاه ترانسفورماتورها کار گذاشته می‌شود. ولتاژ شکست الکتریکی یک آذرخش گیر بایستی کمتر از ولتاژ شکست الکتریکی ایزولاسیون کالاهای کار گذاشته شده در پست باشد.
آذرخش گیرها برای پناه کالاها دربرابر افزوده ولتاژهای گذرا و تخلیه افزوده ولتاژهای موجی پدید آمده درهادی‌های توانراه‌ها و پست‌های فشار قوی بکار می‌روند. افزوده ولتاژهای موجی، سرسختی جداگری سازه‌ها وکالاهای فشارقوی را از کار انداخته و قوس واتصالی را درشبکه آشکار می‌سازند آذرخش گیرها به‌گونه موازی با ابزار زیر چتر پناهی خود قرارمی‌گیرند.
شیوه کارکرد یک آذرخش گیر برای پناه کالاهای به این گونه است که انرژی موج از سوی آذرخش گیر به زمین فرستاده شده وبی درنگ پس ازبرقراری جریان موجی در فاصله چند میکروثانیه وکاهش دامنه ولتاژ تایک مقدار روشن (سطح حفاظتی آذرخش گیر)، راه گردش جریان درآذرخش گیر بسته شده و از ادامه گذر جریان و تبدیل آن به جریان اتصالی بسامد توان جلوگیری می‌شود.

## پیدایش آذرخش
با باردار شدن ابر وبا نگرش به بار ابر وگنجایش بین ابر و زمین، یک ولتاژ فشارقوی بین ابر و زمین پدید می‌آید که می‌تواند به چندین میلیون ولت برسد. گنجایش انباشتاری بین ابر و زمین درحد میکروفاراد و شدت میدان الکتریکی بین ابر باردار و زمین به چندین هزارولت برمتر می‌رسد. چنانچه شدت میدان الکتریکی بین زمین و ابربه به اندازه کافی بزرگ باشد، آنگاه هوا دریک نقطه ازپهنه ابر، آغاز به یونیزه شدن می‌کند. به دنبال یونیزاسیون، هوا به‌گونه یک گاز رسانا درمی آید ویک الکترود میله وار می‌سازد. راه یونیزه شده هوا را کاریز رسانا می‌گویند. نزدیکترین شاخه به الکترودهای تیز و بلند، مانند درختان وساختمان‌ها وتوانراه‌ها مایه آن می‌شود که افزونی میدان بزرگ درحد یونیزه شدن هوا درنوک آن‌ها پدید آید در نتیجه یک کاریز رسانا نیزازاین نقطه‌ها به سوی کاریز رسانای پائین آینده، بالا می‌رود. در آن زمانی که این دو کاریز به یکدیگر می‌رسند، یک کاریز رسانا بین ابر باردار و زمین پدید می‌آید که از این راه جریان الکتریکی بزرگی درحد ۲۰۰۰ تا ۳۰۰ کیلوآمپر گذر می‌نماید. زمان وابسته به پیشانی موج گردش برخاسته از آذرخش درسنجش با کل زمان استواردن آن خیلی کوچک می‌باشد. این زمان دربسیاری ازنمونه‌ها، کمتر از۱۰میکروثانیه می‌باشد.
صاعقه با برخورد مستقیم به ساختمان‌ها وکالاها، پیامد ویرانگری ازخود به جا می‌گذارد. از این رو پست‌های هوایی (روباز) توان فرستی (High voltage transmission substations) به سبب حساسیت و ارزشمندی آن‌ها در بنشت از یک سو وب‌های گران آن‌ها ازسوی دیگر بایستی از برخورد مستقیم آذرخش در پناه بمانند.

## گونه‌های آذرخش گیر
۱) آذرخش گیر میله‌ای
۲) آذرخش گیر با شکاف هوایی
۳) آذرخش گیر با ایستادگی ناراستگرا(non-linear)
۴) آذرخش گیر خازنی
۵) آذرخش گیر رشته‌ای (فیوزی)

### آذرخش گیر میله‌ای
یکی از ساده‌ترین و ارزانترین آذرخش گیرها که از نخستین آذرخش گیرها نیز می‌باشند، آذرخش گیر میله‌ای است که با وجود قدیمی بودن، امروزه نیز کاربردهای فراوانی دارد. این آذرخش گیر به این‌گونه است که دو میله نوک تیز که یکی در بخش برقدار کار گذاشته شده و دیگری در زیر جداگر یا تنه سوار شده و به زمین گره می‌خورد. فاصله دو نوک، هماهنگ با ولتاژ و باشه و زمان اعمال ولتاژ روی سیستم آراستار پذیر است. آراستار این فاصله به گونه است که در برابر ولتاژ بیشینه سامانه توان پایدار بوده و تنها در برابر ولتاژهای بسیار بالا، تهی‌سازی الکتریکی انجام می‌گیرد. البته آراستار آذرخش گیر از حالت آرمانی دور بوده و می‌توان گفت که در یک بازه ولتاژ رفتار می‌کند و ویژگی کارکرد دقیقی را برای آن نمی‌توان پنداشت.
معمولاً، برای پناه دگرگردان‌ها و زنجیره‌های ایزولاتور توانراه‌های در برابر افزوده ولتاژ می‌توان از آذرخش گیر میله‌ای بهره برد. بدان معنی که درازای نلبکی را از سوی دو میله فلزی شاخی شکل که در دو سر ایزولاتور کار گذاشته می‌شود به‌گونه ساختگی کوتاه می‌کنند. این ابزار در کاربرد برای پناه ایزولاتور به کار برده می‌شود و مایه آن می‌شود که جرقه و گرمای برخاسته از آن از ایزولاتور دور نگه داشته شود. در این صورت، گرمای جرقه مایه آسیب زدن به ایزولاتور نمی‌شود.
فاصله بین دو الکترود باید طوری گزینش شود که در برابر بیشترین اندازه ولتاژ دستگاه ایستادگی کند؛ ولی افزوده ولتاژ مایه تهی‌سازی الکتریکی در آن شود.
برای آغاز تهی‌سازی الکتریکی در فاصله هوائی دستکم باید یک الکترون آزاد در محلی باشدت میدان الکتریکی بسیار پدیدار باشد. در اینگاه به کمک میدان الکتریکی، الکترون شتاب می‌گیرد و با اتمها یا مولکول‌های بی بار برخورد خواهد کرد. اگر شدت میدان الکتریکی به اندازه بزرگ باشد، توانستار الکترون‌ها بقدر کافی خواهد بود که اتم‌ها و مولکول‌های بی بار را باردار کند. این کار به‌گونه بهمن وار دنباله‌دار خواهد بود تا بسیاری از ریزه‌های بار دار در بازه بین دو الکترود پدید آید و شکاف هوایی، شایستگی رسانایی جریان را بدست آورد و به گفته دیگر تهی‌سازی الکتریکی انجام گیرد.

### آذرخش با شکاف هوایی
نوع دیگری از آذرخش گیرها که کاربرد بسیاری در پست‌های فشار قوی دارد آذرخش گیر از نوع شاخکی یا بوشینگی می‌باشد. این نوع آذرخش گیرها ساده‌ترین نوع آذرخش گیر می‌باشند که به آذرخش گیر با شکاف هوایی شناخته شده هستند بسیار از آن‌ها در جای‌های اتصال نلبکی به فراگرد بوشینگ‌های دگرگردان‌های پخش دیده می‌شود.
این گونه از آذرخش گیرها عبارت است از یک جفت الکترود که یکی از الکترودها به زمین و دیگری به فاز همبند است و بین آن‌ها شکاف هوائی هست. هنگامی که ولتاژ بین الکترودها از ولتاژ شکست هوا بیشتر شد، شکست الکتریکی در هوا انجام می‌گیرد. این نوع آذرخش گیر ساده‌ترین نوع آذرخش گیر است.
همانگونه ایکه که می‌دانیم آذرخش گیرها باید در برابر ولتاژ نامی شبکه مانند یک کلید باز رفتار کنند و در برابر ولتاژهای بیشتر از ولتاژ نامی شبکه مانند یک کلید بسته رفتار کنند.
در این نوع آذرخش گیرها (آذرخش گیر با شکاف هوایی) اگر ولتاژ بالا رود؛ بین شاخک‌ها قوس برگزار شده و توانستار آذرخش را به زمین فرستاده و این امر مایه آن می‌شود که ابزار آسیب نبیند.
امروزه از این نوع آذرخش گیرها تنها در نمونه‌های ویژه‌ای به کار گرفته می‌شود که عبارتنداز:
۱) برسر شاخک‌های دگر گردان‌ها (Transformer bushings) (برای پناه سیم پیچ‌های دگر گردان(transformer windings))
۲) در توانراه‌های فشار بالا که به شکل زنجیره‌ای هستند که هم نقش آذرخش گیر را بازی می‌کنند و هم نقش زنجیره کرونا را بازی می‌کنند.

### آذرخش گیر با ایستادگی ناراستگرا (Non-linear resistance)
این نوع آذرخش گیر از یک یا چند خازن سری همراه با یک یا چند ایستادگی ناراستگرا ساخته شده‌است. این خازن‌ها که اصولاً به‌گونه راه‌های هوایی می‌باشد، در حالت کار همیشگی دستگاه از گذر گردش الکتریکی به درون آذرخش گیر جلوگیری می‌کنند. چنانچه ولتاژ سامانه به عللی بالا رود، راه‌های هوایی بین خازن‌ها رسانا شده و گردش الکتریکی می‌گذرد و گذر گردش از مقاومت ناراستگرا، اندازه افت و ولتاژ دو سر آذرخش گیر را آشکار می‌کند.
شکاف‌های هوایی آذرخش گیر باید بگونه‌ای باشد که در برابر بیشینه ولتاژ کار سامانه توان، نستوه و شکست ناپذیر بوده، ولی اگر به عللی افزوده ولتاژ پیاده‌سازی شده، چرخه کوتاه شود پس از برپایی شرایط و باشه عادی بتواند گردش را باز کند که این کار از سوی ایستادگی‌های غیر خطی انجام می‌گیرد.
این آذرخش گیرها باید همانند یک ایستادگی ناراستگرا (non-linear resistor) رفتار کنند. یعنی در برابر ولتاژ نامی شبکه ناگذرایی بالایی (High impedance) را از خود نشان دهند و در برابر ولتاژهای بالاتر از ولتاژ نامی شبکه ناگذرایی کمی (low impedance) را از خود نشان دهند تا تهی‌سازی انجام گیرد. از این رو، استوانه‌های اکسید روی بکار رفته در آذرخش گیرهای امروزی به راستی نقش ایستادگی غیر خطی را بازی می‌کنند که دارای گردش نشتی بسیار کمی می‌باشند (در حالت Normal شبکه) از این رو به روی این قرص‌ها ولتاژ پخش می‌گردد. حال اگر میدان نایکنواخت باشد قاعدتاً پخش ولتاژ بر روی استوانه‌ها یکسان نخواهد بود؛ در اینگاه یک استوانه و به ویژه استوانه‌های بالایی ولتاژ بیشتری را از دیگر قرص‌ها به دوش می‌کشند و زودتر آسیب می‌بینند و این امر سبب کارکرد نادرست آذرخش گیر می‌شود. پس اگر بتوان به روشی میدان را یکنواخت کنند (به حالت یکنواخت نزدیک کنند) بخش ولتاژ بین قرصها شکل هم تراز تری را به خود می‌گیرد و قاعدتاً زندگانی قرصها افزایش می‌یابد و رفتار آذرخش گیرها بهتر می‌گردد. گزینش چند خازن در آذرخش گیر به جای یک خازن از این رو انجام می‌گیرد که پایداری آذرخش گیر در برابر ولتاژهای برگشتی بیشتر گردد. برای اینکه پخش ولتاژهای روی خازن‌ها به‌گونه برابر انجام گیرد. یک سری خازن و ایستادگی موازی در دو سر فاصله‌های هوایی می‌گذارند و این کار را یکنواخت‌سازی ولتاژ می‌گویند، یعنی یکنواخت نمودن پخش ولتاژ در روی خازن‌های سری.
ولتاژ شبکه نمی‌تواند در پی دارنده شکست در فاصله هوائی شود و از آنجا که مقاومت سری خیلی بالا است، گردش از آذرخش گیر نمی‌گذرد. در پی افزایش ولتاژ در پایانه آذرخش گیر، شکاف هوائی سری، تاب و توان افزوده ولتاژ را نداشته و جرقه در دو سر الکترود آن زده می‌شود و در همین زمان، مقاومت ناراستگرا بسیار کاهش می‌یابد و گردش به زمین تهی‌سازی می‌شود. پس از تهی‌سازی افزوده ولتاژ، مقاومت آذرخش گیر افزایش یافته و جریان باز شدن آذرخش گیر خاموش می‌شود. شکاف هوائی جرقه از دو الکترود که می‌تواند نوک آن هموار یا تیز باشد ساخته شده و ایستادگی‌های ناراستگرا به‌گونه بلوک‌های استوانه‌ای از گونه سیلیکان کاربید ساخته می‌شود. ساختمان این آذرخش گیرها بگونه‌ای است که گازهای پدید آمده در پی جرقه به بیرون فرستاده می‌شود و به این ابزار، دریچه کاهش فشار گفته می‌شود. گفتنی است که شاید به هنگام کار هماره شبکه در پی افزوده ولتاژها، ولتاژ آذرخش گیر، گردش‌های کمی از آذرخش گیر گذشته که رفته رفته مایه پیدایش گاز می‌گردد. دریچه تهی‌سازی فشار پس از اینکه فشار به آستانه پیش‌بینی شده رسید گازها را بیرون فرستاده و از ترکیدن آذرخش گیر جلوگیری می‌کند.

### آذرخش گیر سیلیکون کارباید (sic)
یکی دیگر از روش‌های پر کاربرد پناه در برابر آذرخش استفاده از آذرخش گیرهای سیلیکون کارباید (sic) می‌باشد. این آذرخش گیرها از پیوستار سری شکاف‌های هوایی با مقاومت ساخته می‌شوند و به وارون آذرخش گیرها، پس از کار کردن آن‌ها، سامانه توان، توانایی بازگشت به باشه نخستین را خواهد داشت. آذرخش گیر سیلیکون کارباید دارای یک مقاومت سیلیکون کارباید با ویژگی ناراستگرای V-I به‌گونه سری با یک شکاف هوایی است. هنگامی افزوده ولتاژها از حد ولتاژ جرقه بیشتر شود، با ایجاد جرقه در سر شکاف هوایی، افزایش ناگذرایی گذرگاه جرقه از افزایش شدید جریان جلوگیری می‌کند. شکاف هوایی جرقه که به آن فاصله جرقه کارآمد گفته می‌شود، به گونه‌ای اندازه گزینی می‌گردد که بعد از چند بار جرقه زدن در پی افزوده ولتاژ، جرقه قطع شود. مسئله‌ای که مایه کاهش کاربرد این نوع آذرخش گیرها شده‌است اضافه ولتاژ کلیدزنی با انرژی بالا که گردش تخلیه فراوانی را برای زمان دراز پیاده‌سازی می‌کند، در آذرخش گیرهای sic با خاموش کردن مغناطیسی سه برابر بیشتر از نوع ساده آن‌ها توانایی تاب انرژی را داراست. این نوع آذرخش گیرها در شبکه‌های با ولتاژ بالا کاربرد دارند.

### آذرخش گیرهای نوع اکسید فلزی (MOV)
گونه نوینی از آذرخش گیرها دارای بلوک‌هایی با ایستایی ناراستگرا و از گونه اکسید فلزات هستند این بلوک‌ها به MOV شناخته شده هستند از آن جا که نزدیک ۹۵٪ از ماده‌های بسازنده بلوک‌های MOV را اکسید روی (ZnO) بسازد، به آن‌ها آذرخش گیرهای ZnO نیز گفته می‌شود. بخش‌های بسازنده آذرخش گیرهای ZnO، دارای اکسید روی و اندازه کمی از اکسید دیگر فلزات همچو بیسموت، کبالت، آنتیموان و اکسید منگنز است. ذره‌های بسیار ریز اکسید روی و اکسید فلزات دیگر پس از فشرده شدن به‌گونه استوانه و در اندازه‌های مشخص ساخته م شوند. سپس این استوانه‌ها در دمای بالا پخته شده و سفت می‌شوند. این دیسک‌ها به‌گونه سری در لوله استوانه‌ای شکل گذاشته شده و آذرخش گیر ZnO را می‌سازند.
از برتری‌های این نوع آذرخش گیر، سرعت رفتار در پیشانی موج است به این معنی که دیرکردی که در آذرخش گیرهای با شکاف هوایی هست، در این نوع آذرخش گیرها خیلی کم تر است. با نگرش به نبود شکاف هوایی، امکان موازی کردن آذرخش گیر ZnO هست. یکی از گرفتاری‌های آذرخش گیرهای ZnO، گردش نشتی در بسامد قدرت است این گردش در حد یک میلی آمپر است با کارکرد دوباره آذرخش گیر، لایه عایق بین دندانه‌های اکسید روی سوخته شود و مایه افزایش گردش نشتی گردد.
برخی از برتری‌های آذرخش گیرهای ZnO:
۱- کارآیی بهتر در سنجش با دیگر آذرخش گیرها
۲- پراکندگی کم ولتاژ پسماند و همچنین دارای ولتاژ پسماند خیلی کم
۳- دارای دیرکرد زمانی خیلی کم
۴- برگشت سرشتی به باشه اولیه (Initial condition) یا چرخه باز
۵- دارای ویژگی ولت – گردش خطی تر از آذرخش گیر SiC
۶- دارای چتر پوششی خیلی خوب
۷- دارای جریان نشتی پایین در شرایط کار نامی سیستم
از مهم‌ترین کاستی‌های آذرخش گیرهای ZnO:
ب‌های کلان آن‌ها نسبت به دیگر آذرخش گیرها است و دیگر این که آذرخش گیرهای ZnO در سیستم‌هایی که دارای فراز و نشیب ولتاژ چشم گیر هستند، بیشتر از آذرخش گیرهای SiC دستخوش نهیب و آسیب دیدگی می‌باشند .

### آذرخش گیر خازنی
این نوع آذرخش گیر برای ولتاژهای فشار پایین به کار گرفته می‌شود که توانستار پیاده‌سازی شده پدید آمده از موج ولتاژ در خازن انباشته می‌شود.

### آذرخش گیر رشته‌ای
این نوع آذرخش گیر نیز به گونه‌ای ساخته می‌شود که در برابر افزوده ولتاژ که سبب گذر گردش فراوانی از آذرخش گیر بشود می‌سوزد و جرقه درون آن از سوی گاز یا ماده‌های نسوز درون آن خاموش می‌شود و بیشتر با نام پناه دومینه بکار می‌رود.

## انتخاب آذرخش گیر
هماهنگی جداگری بین سامانه نگهداری شونده و سامانه پناه، پرسمان بسیار شایان و قابل توجهی است. بدین معنی که دستگاه پناه باید به‌گونه رسایی از پس نگهداری بنشت پناه شونده برآید و نیز خود، حفاظت شده بماند. چون آذرخش گیر بین یک سیم فاز و زمین بسته می‌شود، از این رو انتخاب ولتاژ نامی آذرخش گیر بر پایه بیشترین ولتاژ فاز به زمین انجام می‌شود. بیشینه ولتاژ فاز به زمین بیشتر در حالت اتصال کوتاه یکفاز بازمین پدید می‌آید. البته اندازه این ولتاژ به چگونگی زمین کردن سامانه بستگی دارد. برای نمونه در سامانه‌ای که به‌طور کارآمد زمین شده‌است، اندازه این ولتاژ به نزدیک ۸۰٪ ولتاژ فاز به فاز می‌رسد و در بنشتی که اصلاً زمین نشده‌است این ولتاژ به ۱۰۰ می‌رسد.
اصولاً آذرخش گیرها هماهنگ بابیشترین ناهمسانی پهنه در فرکانس نامی شبکه گزینش می‌شوند. بیشینه اندازه این ناسازگاری پهنه به هر روی نباید از ۱۵/۱ ناهمسانی پهنه نامی شبکه فراتر رود. همچنین نوع شبکه (زمین شده یا زمین نشده) و به دنبال آن، اندازه افزایش ولتاژهای فازهای سالم در پی زمین شدن یکی از فازها نیز در گزینش ولتاژ آذرخش گیر و کارکرد درست آذرخش گیر بسیار سودمند است. در شبکه‌های زمین نشده یا شبکه هائی که نقطه صفر ستاره آن با سیم پیچ زمین شده‌اند، کمابیش ناهمسانی پهنه آذرخش گیر که بین سیم فاز و زمین بسته می‌شود برابر ناسازگاری پهنه فاز به فاز شبکه گزینش می‌شود. در شبکه‌های زمین شده ناهمسانی پهنه آذرخش گیرها کمابیش برابر ۸۰٪ ناهمسانی پهنه فاز به فاز شبکه انتخاب می‌شود.
آذرخش گیرها با دو گردش ضربه‌ای نامی 5 KA، 10 KA ساخته می‌شوند که معمولاً 5KA آن بیشتر زمان‌ها به اندازه است و تنها در بخش‌های با آذرخش‌های پی در پی شدید که آذرخش گیر پیوسته زیر فشار جای می‌گیرد آذرخش گیرهای باجریان زدار ای 10KA مناسبتر می‌باشند.

## محل کارگذاری آذرخش گیر
در یافتن جای آذرخش گیر، نخستین عامل مطلوب، نزدیکی آن‌ها به کالاهای ارزشمند و گران‌ب‌ها مانندهای دگرگردان‌های توان می‌باشد. نصب آذرخش گیر روی ورودی فیدر خط نیز برای کاهش اضافه ولتاژها درروی کالاهای فیدر خط تا آذرخش گیر سفارش می‌گردد، همراه با آنکه سوار کردن آذرخش گیر روی فیدر خط برای کاهش افزوده ولتاژ کالاهای سرخط (پیش ازکلید) در زمانی که کلید خط دراثر گزند یا زمان‌های بازسازی وبهره‌برداری باز می‌باشد نیز به کار گرفته می‌شود.
سوار کردن آذرخش گیر در دیگر جاها و به ویژه در روی شینه‌ها درصورت ناتوانی در یافتن هماهنگی جداگری به‌گونه کامل، پذیرفتنی است.
در سازه‌ها و پست‌های فشار قوی، آذرخش گیرها در آغاز توانراه‌های اندرونی به پست و نیز در کنار دگرگردان‌های توان و ابرپیچه‌ها (راکتورها) و انباشتارها (خازنها) کار گذاشته می‌شوند و برخی زمان‌ها شاید روی شینه‌ها نیز کار گذاشته شوند ولی جای دقیق آذرخش گیرها باید محاسبه و تعیین شود.
آذرخش گیر باید در اندرگاه پست‌های انتقال و پیش از همه کالاها و تا آنجا که می‌توان نزدیک به آن‌ها کار گذاشته شود. افزون بر آذرخش‌گیری که در اندرگاه پست‌های انتقال کار گذاشته می‌شود، جلو و نزدیک به کالاهای مهم مانند دگرگردان‌های توان نیز آذرخش گیر جداگانه کار گذاشته می‌شود. معمولاً، در جلوی راه آذرخش گیر به زمین یک شمارنده می‌گذارند که می‌تواند شمار بارهای تهی‌سازی موج‌های ولتاژ ضربه‌ای بر روی آذرخش گیر را یادداشت نماید.
چنانچه سامانه پناه از آذرخش خط ضعیف باشد، شاید آذرخش به‌طور مستقیم ویا در اثر پدیده قوس برگشتی به سیم فازبرخورد نماید. دامنه وشیب این موج‌ها در نزدیکی جای برخورد بسیاربزرگ بوده و آسیب‌های جدی برای کالاهایی که در همسایگی این پدیده انجام شده‌است خواهند آفرید. در این حالت، برای پدید آمدن یک پناه مطمئن، کار گذاشتن آذرخش گیر درابتدای توانراه‌ها نیاز به نظر می‌رسد.
درپستهایی که بخت برخورد یکراست آذرخش در نزدیکی پست هست، باید تا آنجا که می‌توان آذرخش گیر را در نزدیکی ابزار مورد نگهداری گذاشتار و هادی‌های پیوند دهنده را تاآنجا که می‌توان، کوتاه ومستقیم برگزید و نیز زمین آذرخش گیر وکالاها با کمترین ایستادگی ممکن، ترجیحاً یک اهم یا کمتر، به یکدیگر چسبیده گردند.

## کالاهای کناری آذرخش گیر
آذرخش گیرها در بخش بالایی خود مجهز به یک وسیله زنجیره وار هستند که این ابزار به زنجیره کرونا شناخته شده‌است. پدیده کرونا تهی‌سازی الکتریکی نیمه کاره در یک میدان نایکنواخت می‌باشد. در پست‌های فشار قوی این پدیده به ویژه در جای‌های پیوستن هادی‌ها به کالاها دیده می‌شود. از این رو برای درست کردن و برطرف کردن این کمبود، باید میدان را در این بخش‌ها یکنواخت کنند تا پیامدهای ویرانگر آذرخش کمتر گردد.
کمابیش در زیر هر آذرخش گیر یک شمارنده هست که این شمارنده تعداد کارکردهای آذرخش گیر را نشان می‌دهد یعنی هر بار که آذرخش گیر پل به زمین انجام می‌دهد این شمارنده کار کرده و یک شماره می‌اندازد. گفتنی است که هر آذرخش گیر برای کار در شمار شماره‌های وِیژه‌ای آراستار شده‌است.

## شیوه پل آذرخش گیر به سامانه زمین
آذرخش گیرها باید ازکوتاهترین راه ممکن به دستگاه زمین پست وصل گردند و سیستم زمین جداگانه‌ای برای آن‌ها نیاز نخواهد بود. بسته به جریان‌های چرخه کوتاه برینه سیم پیوند دهنده، گزینش می‌گردد.

## بن مایه
1. 1 2  Hileman, Andrew R. Insulation coordination for power systems. CRC Press, 1999.
2. ↑  

Das, J. C. (2010). Transients in electrical systems: analysis, recognition, and mitigation. McGraw Hill Professional.
3. ↑  
Kim, I. , Funabashi, T. , Sasaki, H. , Hagiwara, T. , & Kobayashi, M. (1996). Study of ZnO arrester model for steep front wave. Power Delivery, IEEE Transactions on, 11(2), 834-841.